# Marikana
Marikana, conocida además como Rooikoppies, es una ciudad de la municipalidad de Rustenburg, pertenece al distrito de Bojanala y a la provincia del Noroeste, de la república de Sudáfrica, su población es de 19 522 habitantes según el censo del año 2011.
Rooikoppies, significa "colinas rojas" en afrikáans.
Las localidades vecinas de Marikana son, Germiston a 110 km, Rustenburg a 29 km, Swaershoek a 30 km, Mooinooi a 31 km, Magaliesburg a 51 km, Hartbeespoort a 43 km y Kosmos a 48 km.

## Historia
Los inicios de la ciudad datan del año 1870, con la creación de granjas por parte de inmigrantes blancos. En 1933, se construyó la presa Buffelspoort, lo que permitió a los agricultores locales regar sus cultivos y expandir sus economías.
La comunidad agrícola creció en la década de 1960 con la producción de tabaco y la diversificación de la actividad agrícola, ganado, maíz, chiles, pimentón, soja y girasol.  En la década de 1970 se comenzaron trabajos en la minería y creció hasta convertirse en la principal industria de la región. 
El 10 de agosto de 2012, se produjo una huelga, por parte de los mineros de Marikana, lo que produjo un saldo de 45 muertes, entre ellos 34 eran mineros, por parte de la policía del lugar, siendo un hecho mundialmente conocido como la Masacre en Lonmin.